# Kapitányság megállóhely
Kapitányság megállóhely egy Csongrád-Csanád vármegyei vasúti megállóhely Balástya településen, a helyi önkormányzat üzemeltetésében. A település belterületétől északnyugatra helyezkedik el, a központtól csaknem 2,5 kilométernyi távolságra, a Csengele-Balástya közti 5421-es út vasúti keresztezése mellett.

## Leírása
A megállóhely egy egyszerű nyílt vonali, úgynevezett táblás megállóhely. A megálló a Balástya és Csengele között futó út és a 140-es vasútvonal kereszteződésének közelében épült, még Balástya közigazgatási területén. Környezete tanyákkal sűrűn tarkított. Az állomás saját felvételi épülettel bír, amelyet a Cegléd–Szeged-vasútvonal mellett megszokott pályaőrházhoz toldottak hozzá. Az épületben egy váróterem és egy szolgálati helyiség kapott helyet, ezek az 1980-as évek óta üzemen kívül vannak. Kapitányság megállóhely burkolt peronja mintegy 200 méter hosszú, a pálya bal oldalán, a második vágány számára korábban fenntartott töltésrészen épült.

## Vasútvonalak
A megállóhelyet az alábbi vasútvonalak érintik:
- Cegléd–Szeged-vasútvonal

## Kapcsolódó állomások
A megállóhelyhez az alábbi állomások vannak a legközelebb:
- Kistelek vasútállomás (Cegléd–Szeged-vasútvonal)
- Balástya vasútállomás (Cegléd–Szeged-vasútvonal)

## Forgalom
| Járat        | Útvonal | Gyakoriság   |
| ------------ | --- | ------------ |
| személyvonat | Kiskunfélegyháza – Selymes – Petőfiszállás – Petőfiszállási tanyák – Csengele – Kisteleki szőlők – Kistelek – Kapitányság – Balástya – Őszeszék – Vilmaszállás – Szatymaz – Jánosszállás – Kiskundorozsma – Szeged | Napi 4-5 pár |